# Магден, Перихан
Перихан Магден (тур. Perihan Mağden, род. 24 августа 1960, Стамбул) — турецкая писательница.

## Биография
Родилась в Стамбуле. Окончила Роберт-колледж, затем Босфорский университет по специальности «психология». В 1997—2000 годах работала в «Radikal».
Также вела колонку в еженедельнике «Yeni Aktüel».

### Уголовное преследование
В январе 2006 года Перихан Магден написала статью в защиту турецкого отказника совести Мехмета Тархана. В апреле того же года Магден была обвинена в пропаганде против службы в армии, также был выдан ордер на её арест. В июле 2006 года суд оправдал писательницу.
В 2016 году Магден была обвинена в оскорблении президента Реджепа Эрдогана (статья 299 УК Турции «Оскорбление президента турецкой республики»), которого она в одном из интервью назвала «диким тигром», а также употребила по отношению к нему выражение «как дикое животное, загнанное в угол».

## Творчество
Первую книгу написала в 1991 году. Из под её пера выходили романы, поэмы и короткие рассказы. Роман Магден «Две девушки» стал бестселлером. В 2005 году вышла экранизация, снятая Кутлугом Атаманом.
Почётный член английского Пен-центра.
Награждена Большой премией за свободу выражения, присуждаемой Ассоциацией турецких издателей.

## Книги, выходившие на русском языке
- Перихан Магден. Убийства мальчиков-посыльных = Haberci Cocuk Cinayetleri / пер. с тур. А. С. Аврутиной. — 2008. — 265 с. — ISBN 978-5-9689-0154-5.
- Перихан Магден. Компаньонка = Refakatci / пер. с тур. А. С. Аврутиной. — 2011. — 240 с. — ISBN 978-5-904584-20-7.